# Mengyelejevszk
Mengyelejevszk (oroszul: Менделеевск, tatár nyelven Менделеев) város Oroszországban, Tatárföldön, a Mengyelejevszki járás székhelye. Régi neve Bongyuga, (Бондюга); 1928-tól 1967-ig Bongyuzsszkij zavod.
Népessége: 22 075 fő (a 2010. évi népszámláláskor).

## Elhelyezkedése
Tatárföld északkeleti részén, Kazanytól 238 km-re, a Tojma (a Káma mellékfolyója) mentén, a Nyizsnyekamszki-víztározó északi (jobb) partján helyezkedik el. Vasútállomás az Agriz–Naberezsnije Cselni–Akbas vonalon. A város szélén halad a Jelabuga–Izsevszk autóút.

## Története
A település a 19. század második felében létesített vegyi üzem mellett alakult ki. A vagyonos Uskov testvérek (P. K. Uskov és K. K. Uskov) a 17. század második felében keletkezett Bongyuga falu mellett 1868-ban nyitották meg üzemüket, ahol előbb kénsavat, majd réz-szulfátot, alumínium-szulfátot, timsót, stb. termeltek nagy mennyiségben. Uskovék neves vegyészmérnököket, tudósokat is meghívtak a gyárukhoz. 1893-ban Mengyelejev náluk kapott lehetőséget, hogy a füstmentes lőpor gyártásához kísérleti üzemet rendezzen be; később nagy elismeréssel írt Uskovék vállalkozásáról. 1893-ban állt munkába a samott- és kerámiagyáruk, ahol saválló kerámiát is gyártottak. A nagy mennyiségű alapanyag fogadására saját kikötőt létesítettek a Káma közeli partszakaszán (Tyihije Goriban, ma már a város része, de a kikötő nincs meg).  Oroszországi alapanyagból itt készítettek először ipari mennyiségben szuperfoszfátot (1910). Itt állítottak elő először – az 1920-as évek elején, tehát már a szovjet korszakban – dúsított rádiumkészítményeket, V. G. Hloponyin irányításával. 
A gyárat később korszerűsítették és korábbi igazgatójáról, L. Ja. Karpovról nevezték el. Bongyuga falu két szomszédos kistelepüléssel összevonva 1967-ben Mengyelejevszk néven városi rangot kapott. 1985-ben lett az akkor létesített járás székhelye. 1989-ben új gyárat avattak, mely 2004 óta Mengyelejevszkazot néven működik és elsősorban ammónium-nitrátot állít elő. A város dolgozóinak  jelentős részét a két nagy vegyi gyár foglalkoztatja.
A város helytörténeti múzeumát 1991-ben alapították és abban az épületben rendezték be, melyet a gyár igazgatási épületéül emeltek 1870-ben.

## Népessége
| Év   | Népesség |
| ---- | -------- |
| 1920 | 3700     |
| 1926 | 5200     |
| 1939 | 8500     |
| 1959 | 11 200   |
| 1970 | 13 557*  |
| 1979 | 13 986   |
| 1989 | 18 085   |
| 2002 | 22 027   |
| 2010 | 22 075   |

- 1967-től: 3 település összevonásával létrehozott város.